# Joan Spillane
Joan Arlene Spillane (* 31. Januar 1943 in Glen Ridge, New Jersey) ist eine ehemalige Schwimmerin aus den Vereinigten Staaten. Sie gewann bei den Olympischen Spielen 1960 eine Goldmedaille und bei den Panamerikanischen Spielen 1959 eine Goldmedaille und zwei Bronzemedaillen.

## Sportliche Karriere
Bei den Panamerikanischen Spielen 1959 in Chicago gelang den Schwimmerinnen aus den Vereinigten Staaten auf den beiden kurzen Freistilstrecken jeweils ein Dreifacherfolg. Über 100 Meter Freistil siegte Chris von Saltza vor Molly Botkin und Joan Spillane, über 200 Meter Freistil gewann von Saltza vor Shirley Stobs und Spillane. Die 4-mal-100-Meter-Freistilstaffel mit Botkin, Spillane, Stobs und von Saltza siegte mit 14 Sekunden Vorsprung vor den Kanadierinnen.
Im Jahr darauf belegte Spillane den dritten Platz bei den US-Ausscheidungen für die Olympischen Spiele in Rom. Die 4-mal-100-Meter-Lagenstaffel der Vereinigten Staaten qualifizierte sich mit Lynn Burke, Anne Warner, Carolyn Wood und Joan Spillane für das Finale. Im Finale gewannen Lynn Burke, Patty Kempner, Carolyn Schuler und Chris von Saltza die Goldmedaille. Schwimmerinnen, die nur im Vorlauf eingesetzt wurden, erhielten nach den bis 1980 gültigen Regeln keine Medaillen. In der 4-mal-100-Meter-Freistilstaffel schwammen im Vorlauf Donna de Varona, Susan Doerr, Sylvia Ruuska und Molly Botkin. Im Finale siegten Joan Spillane, Shirley Stobs, Carolyn Wood und Chris von Saltza vor den Australierinnen und den Deutschen. Der dabei aufgestellte Weltrekord von 4:08,9 Minuten wurde erst 1964 unterboten.
Die 1,80 m große Joan Spillane schwamm für den Houston Dad’s Club. Sie war die erste Studentin der University of Michigan, die eine olympische Goldmedaille gewann.